# Clemens Mettler
Clemens Mettler (* 1. September 1936 in Ibach/Kanton Schwyz; † 9. Dezember 2020 in Zürich-Höngg) war ein Schweizer Schriftsteller.

## Leben
Clemens Mettler stammte aus einer Arbeiterfamilie. Nach dem Besuch des Gymnasiums absolvierte er ein Studium an der Kunstgewerbeschule Luzern und erlangte 1960 das Zeichenlehrer-Diplom. Er unterrichtete Deutsch und Zeichnen am Kollegium «Maria Hilf» in Schwyz. Danach liess er sich in Zürich nieder, wo er bei der Schweizer Post beschäftigt war. Daneben arbeitete er an literarischen Texten, die ab 1967 in Buchform erschienen. Ab 1969 war er, neben Walter Matthias Diggelmann, Kolumnist des Focus: das zeitkritische Magazin, für das er auch einige satirische Kurzgeschichten verfasste. 
Clemens Mettler war Verfasser von Romanen, Erzählungen, Gedichten und Theaterstücken. Mettlers 1993 erschienenes Findelbuch gilt als sein bedeutendstes Werk. Er war Mitglied des Verbandes Autorinnen und Autoren der Schweiz und des Innerschweizer Schriftstellerinnen- und Schriftstellervereins. Er lebte zuletzt in einem Altenwohnheim in Zürich-Höngg, davor längere Zeit in Zürich-Affoltern und Zürich-Schwamendingen.
Mettlers Archiv befindet sich im Schweizerischen Literaturarchiv.

## Auszeichnungen
Clemens Mettler erhielt 1969 einen Preis der Schweizerischen Schillerstiftung, 1983 den Förderpreis zum Bremer Literaturpreis und den Gastpreis der Kulturförderung von Stadt und Kanton Luzern sowie 1986 den Anerkennungspreis des Kantons Schwyz. 1998 wurde er mit einem Werkjahr der Literaturkommission der Stadt Zürich geehrt.

## Werke
- Silvester. Zürich 1967
- Der Glasberg. Benziger, Zürich, 1968; Ex Libris Verlag, Zürich 1988 (mit einem Nachwort von Egon Ammann); Verlag Pro Libro Luzern GmbH, Cham 2007
- Die Sonde. Zürich 1968
- Farbenstück. Zürich 1970
- Weihnacht. Zürich 1970
- Greller, früher Mittagsbrand. Zürich [u. a.] 1971
- Kehrdruck und andere Geschichten. Zürich [u. a.] 1974
- Gleich einem Standbild, so unbewegt: Erzählungen. Ammann Verlag, Zürich 1982
- Findelbuch. Ammann Verlag, Zürich 1993
- Symmetrie oder Wie ich zu zwei Kommuniongespanen kam. Zürich 1998